# Abaliget
Abaliget (németül: Abaling)  község a Dél-Dunántúl régióban, Baranya vármegyében, a Pécsi járásban. Közkedvelt kiránduló- és üdülőhely.

## Címere
Álló háromszögű, ezüstszínű pajzs az alap. Alul, a vizet jelképező kék szín fölött zöld színű hármashalom látható. A kék mezőben a zöld halomba is felnyúló, íves fekete barlangbejárat van, alul és felül is ezüstszínű cseppkő-képződményekkel. Az ezüstszínű mezőben a szélső halmokon egy jobbra tekintő, kiterjesztett szárnyú, vörös lábú és csőrű fekete sas áll. A háromszögű címerpajzs alatt lebegő, hármas tagolású, fecskefarok-végződésű íves aranyszalagon fekete színű, nagybetűs ABALIGET felirat olvasható, amely előtt és után egy-egy fekete díszpont van.

## Fekvése
A Dunántúlon, a Mecsek nyugati részén fekszik Pécstől körülbelül 15 kilométerre északnyugatra, Orfűtől mintegy 5 kilométerre nyugat-délnyugatra, Okorvölgytől nagyjából 5 kilométerre keletre. A környék nagy része természetvédelmi terület.

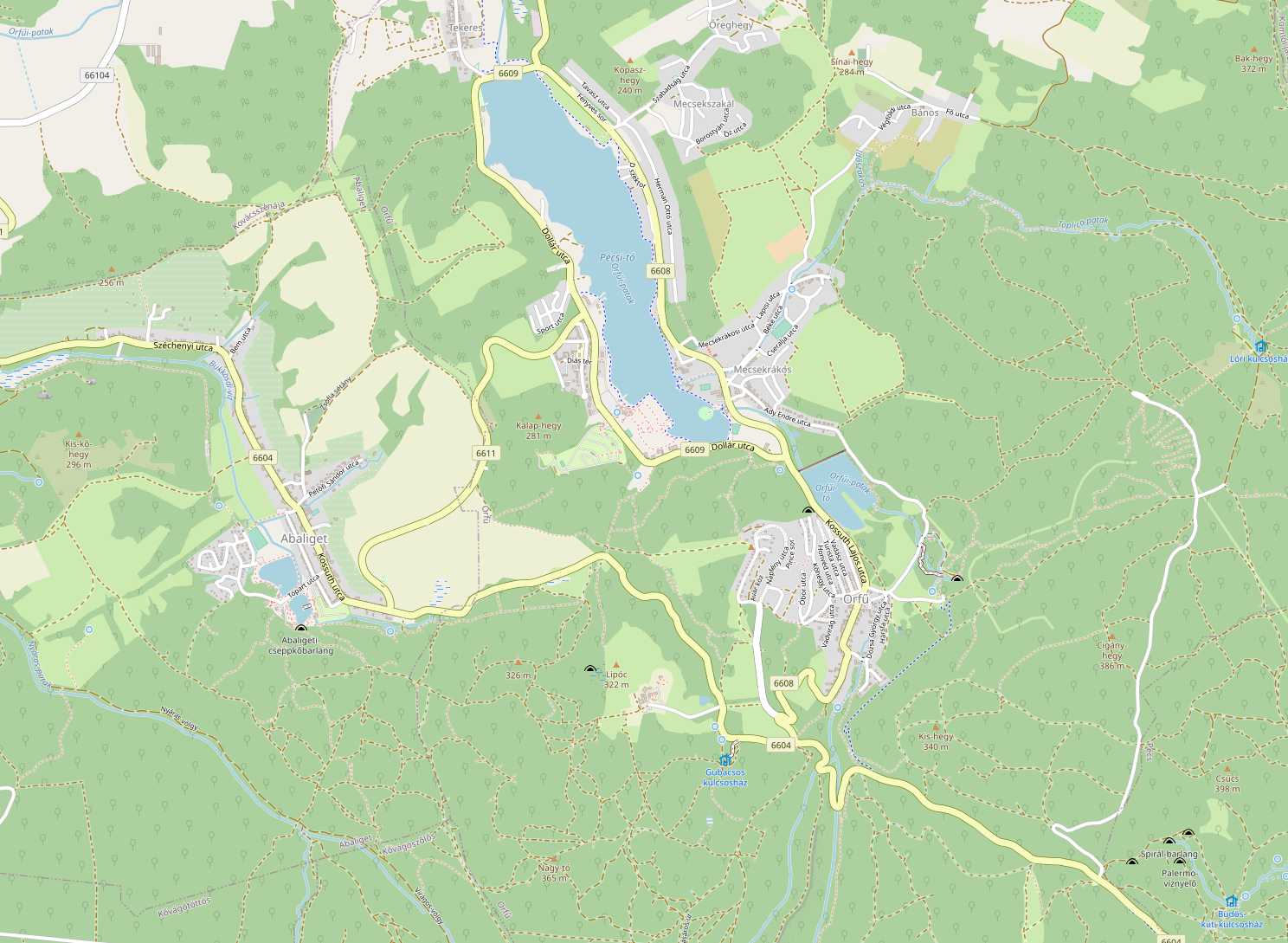
Abaliget és környékének térképe

### Megközelítése
Közúton Pécs felől a 6604-es, Orfűről a 6611-es úton érhető el. Közigazgatási területének nyugati részén áthalad az Oroszló-Szentlőrinc közti, a 66-os főutat a 6-os főúttal összekötő 6601-es út is. A közúti tömegközlekedést a Volánbusz autóbuszai biztosítják.
A települést a Budapest–Pécs-vasútvonal is érinti, amelynek egy megállási pontja van itt. Abaliget vasútállomás, amely a községtől mintegy 3,5 kilométerre helyezkedik el, a 6601-es útból elágazó 66 304-es úton közelíthető meg.

## Története
Kelta eredetű településnek tartják. A 11. században az Aba nemzetség alapította. Írásos emlékekben 1332-ben bukkan fel először Abaligete néven. A török hódoltság idején lakossága csökkent, majd a felszabadító háborúk alatt elnéptelenedett. Egyesek szerint a török aba 'apa' szóból ered a település neve.
A lakatlan falut 1748-ban magyarokkal, majd később németekkel népesítették be.
1910-ben a község 727 lakosából 551 német, 176 magyar volt. A második világháború után a németek nagy részét kitelepítették. 2001-ben mindössze 5 fő vallotta magát németnek.
A községnek iskolája, óvodája, teleháza, és időseket gondozó otthona is van.
Abaligetet áprilistól késő őszig minden évben sokan felkeresik,[forrás?] található itt cseppkőbarlang, csónakázótó, Denevérmúzeum is.

## Közélete

### Polgármesterei
- 1990–1994: Baritz István (független)[4]
- 1994–1998: Dr. Tarai Lajos (független)[5]
- 1998–2002: Baritz István (független)[6]
- 2002–2006: Baritz István (független)[7]
- 2006–2010: Kisfali János László (független)[8]
- 2010–2014: Kisfali János László (független)[9]
- 2014–2019: Kisfali János László (független)[10]
- 2019–2024: Ivády Gábor Vilmos (független)[11]
- 2024– : Ivády Gábor Vilmos (független)[1]

## Népesség
A település népességének alakulása:
| Lakosok száma | 618  | 623  | 650  | 647  | 636  | 630  | 613  | 615  |
|               | 2013 | 2014 | 2015 | 2019 | 2021 | 2022 | 2023 | 2024 |

A 2011-es népszámlálás során a lakosok 83,9%-a magyarnak, 14,4% cigánynak, 0,2% horvátnak, 0,5% lengyelnek, 4,8% németnek, 0,2% románnak mondta magát (14,9% nem nyilatkozott; a kettős identitások miatt a végösszeg nagyobb lehet 100%-nál). A vallási megoszlás a következő volt: római katolikus 55,4%, református 4%, evangélikus 0,3%, görögkatolikus 1,7%, felekezeten kívüli 9,5% (28,1% nem nyilatkozott).
2022-ben a lakosság 93,2%-a vallotta magát magyarnak, 10% németnek, 8,6% cigánynak, 0,3% horvátnak, 0,3% lengyelnek, 0,2% bolgárnak, 0,2% szerbnek, 5,9% egyéb, nem hazai nemzetiségűnek (6,3% nem nyilatkozott; a kettős identitások miatt a végösszeg nagyobb lehet 100%-nál). Vallásuk szerint 44,9% volt római katolikus, 1,7% református, 0,8% evangélikus, 0,3% görög katolikus, 0,3% egyéb keresztény, 0,8% egyéb katolikus, 11,1% felekezeten kívüli (39,7% nem válaszolt).

## Egyházi közigazgatás

### Római katolikus egyház
A Pécsi egyházmegye (Pécsi Püspökség) Szigetvári Esperesi Kerületéhez tartozik. Önálló plébániával rendelkezik. Egyházi anyakönyveit 1757-től vezetik.

## Nevezetességei, látnivalói

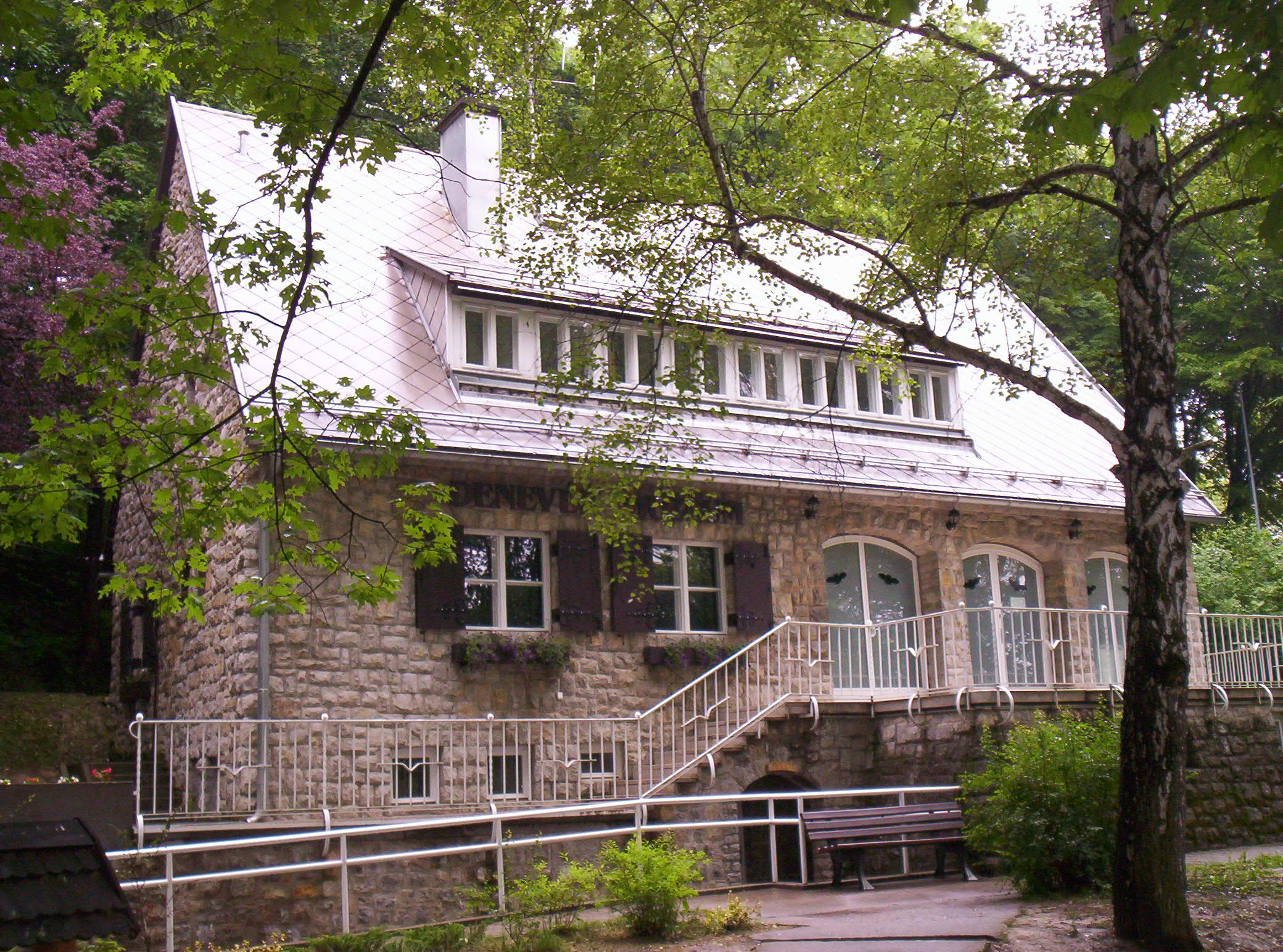
A Denevérmúzeum

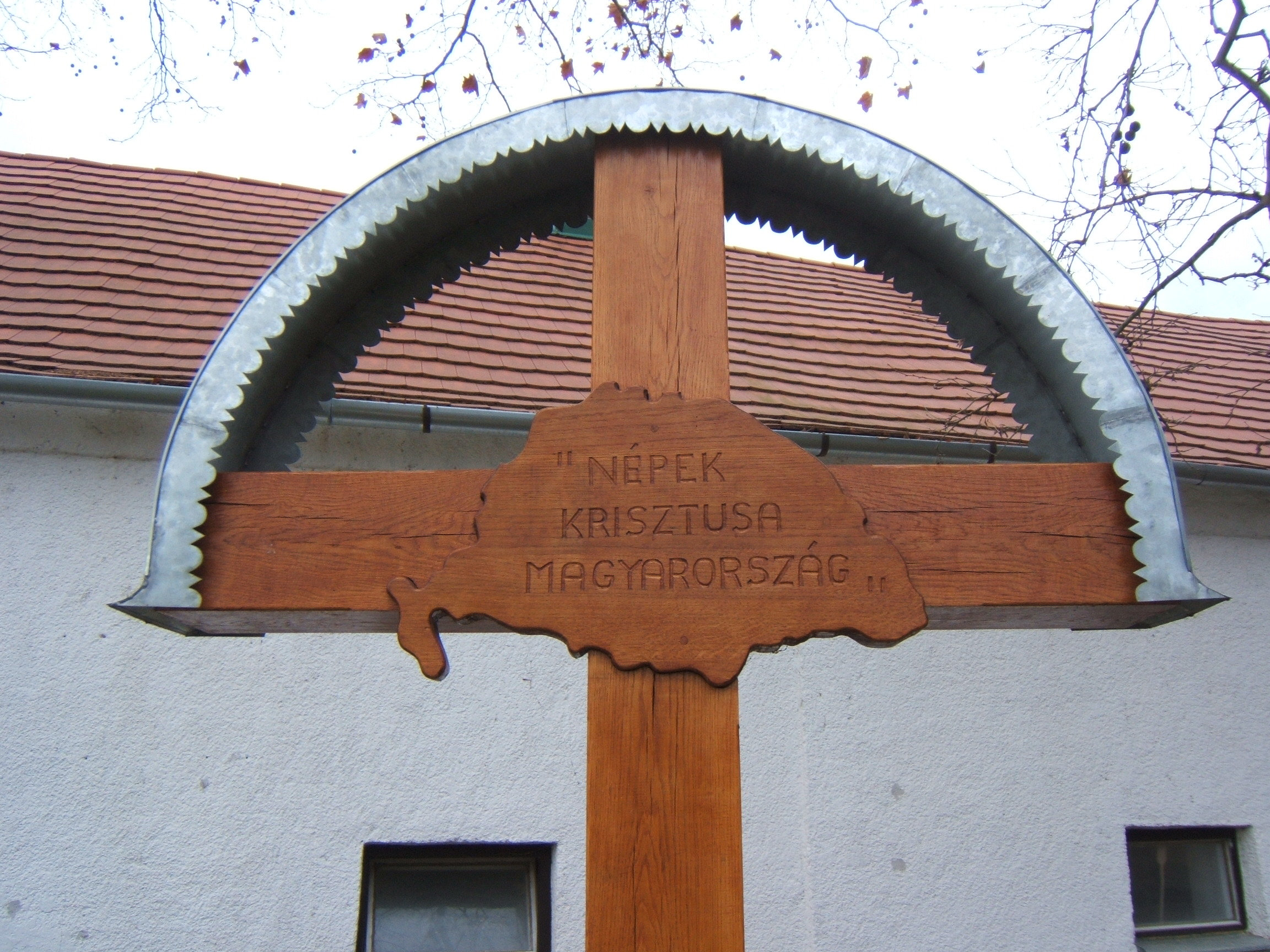
A Trianon-emlékmű

- Az Abaligeti-barlang, más néven Paplika 1768 óta ismert. Mattenheim József abaligeti molnár fedezte fel. Vezetővel látogatható része kb. 500 m. Szép cseppkőképződmények láthatók benne. A barlang egyik termében padokat helyeztek el azok számára, akik légzőszervi megbetegedésük gyógyítása céljából érkeznek ide. 1967-től védett cseppköves forrásbarlang. A környéke természetvédelmi terület. Ez az egyetlen kiépített, látogatható cseppkőbarlang a Dél-Dunántúlon. Kirándulók célpontja a közeli Képespuszta.
- Abaligeti tanösvény: A barlang bejáratától indul, és 12 állomásból áll.
- Denevérmúzeum.
- "Térplasztika" című szoborkompozíció: Gádor István alkotása.
- Római katolikus templom: 1796-ban épült, késő barokk stílusban. Védőszentje: Mária Magdolna. Főoltárának képét Karl Bachmayer festette 1800 körül.
- Római katolikus plébánia: A 18. században épült, barokk stílusban.
- "Korsós nő" című szobor: Sóváry János alkotása.
- Lakóház (Kossuth u. 45.): Népi jellegű épület a 20. század elejéről.
- Lakóház (Kossuth u. 47.): Népi jellegű épület a 20. század elejéről.
- Hármaskereszt.
- Pajtamúzeum.
- Trianon-emlékmű.

## Testvértelepülések

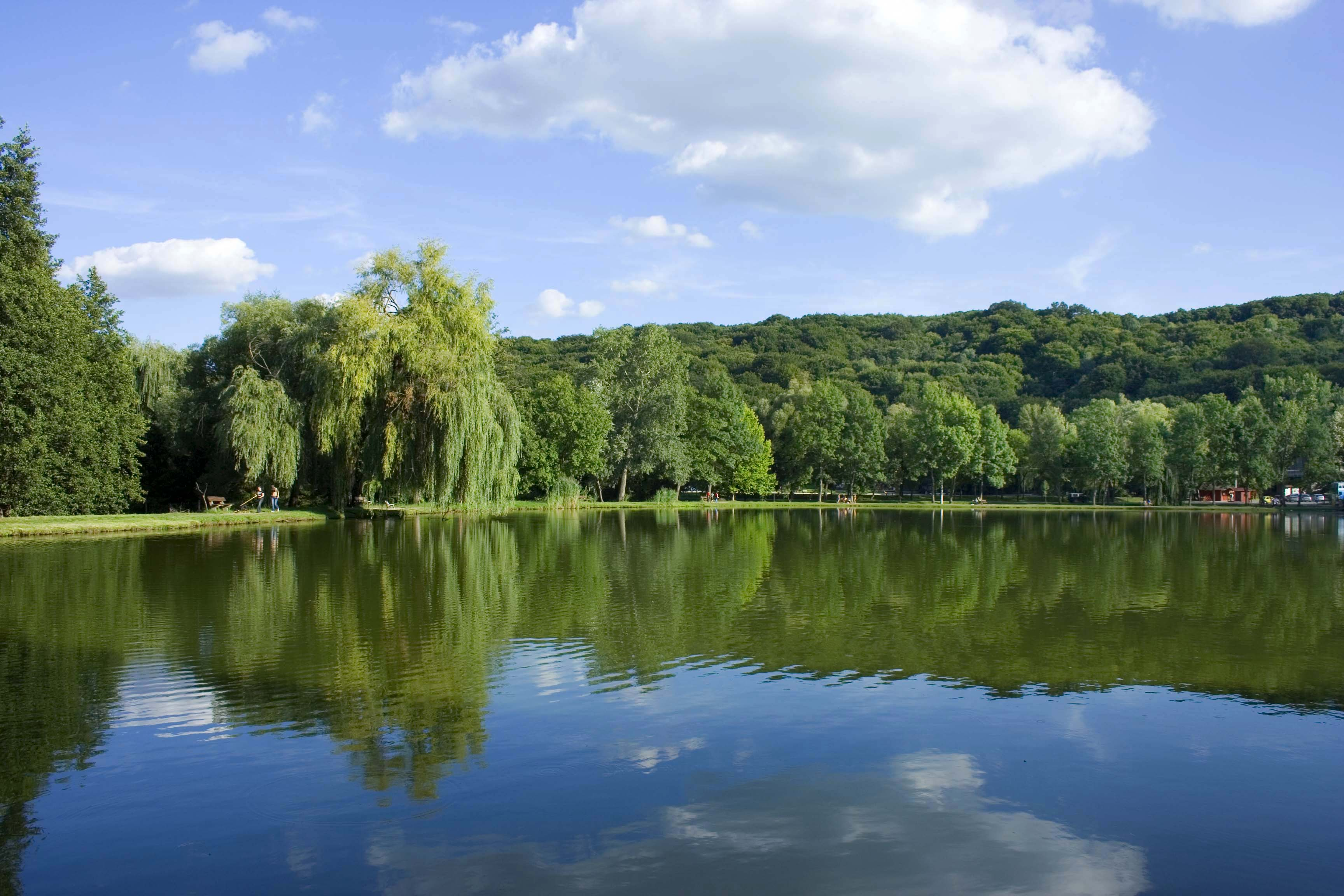
Abaliget – horgásztó

- Knonau – Svájc (1993-tól)
- Dannenfers – Németország (2002-től)
- Sievi – Finnország (2005-től)